# Kitāb al-hayawān

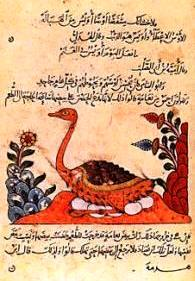
Page du Livre des animaux du naturaliste arabe al Jahiz.

Kitāb al-hayawān (كتاب الحيوان, soit le Livre des animaux) est le nom porté par plusieurs ouvrages du Moyen Âge dont le plus célèbre est une compilation du Moyen Âge d'ouvrages d'Aristote, traduits en arabe, concernant la zoologie. Les autres auteurs ont très vraisemblablement eu connaissance de cet ouvrage au moins.

## La compilation aristotélicienne
Cet ouvrage attribué à un certain Yahyà bin al-Bitrīq est constitué au total de 19 traités ou maqālāt en arabe et a pour sources :
- Histoire des animaux pour les 10 premiers maqālāt, le dixième étant considéré comme n'étant pas d'Aristote
- Parties des animaux pour les maqālāt 11 à 14
- Génération des animaux pour les maqālāt 15 à 19

Cet ouvrage est connu en Occident depuis sa traduction par Michael Scot. Cette traduction a été ouvrage de référence dans plusieurs universités jusqu'au XVe siècle même si Guillaume de Moerbeke en avait fait dès 1260 une traduction directement depuis le grec ancien.

## L'œuvre deAl-Jahiz
Al-Jahiz a divisé son Livre des animaux en sept chapitres. Les deux premiers volumes sont consacrés à une joute oratoire entre le coq et le chien, chacun défendant son point de vue à l’aide de versets coraniques, de hadiths, de récits et de proverbes. Les troisième et quatrième chapitres abordent les pigeons, leurs espèces et leurs comportements, ainsi que les mouches, corbeaux, bousiers, scarabées, chauves-souris, fourmis, singes, cochons et taureaux. Dans les cinquième et sixième chapitres, il poursuit l’étude des taureaux, puis s'intéresse aux différentes espèces de bêtes domestiques et d'oiseaux apprivoisés, tout en établissant une comparaison entre l’homme et l’animal. Il traite ensuite du varan, de la huppe, du crocodile et du lièvre. Enfin, le septième chapitre est consacré à la girafe, à l’éléphant et aux ongulés.
Le Livre des animaux d’al-Jahiz constitue un univers foisonnant où se reflètent les multiples aspects de la vie. Il y exprime les tendances de la société islamique de son époque, tout en laissant transparaître la finesse de son esprit, l’élégance de son style littéraire et la délicatesse de son goût esthétique. L’auteur y mentionne plus de trois cents espèces vivantes, et l’on y trouve de nombreuses anecdotes et proverbes attribués aux animaux, comme l’expression: «J’ai de l’eau dans la bouche».
L’ouvrage a été publié en Égypte en sept volumes sous la direction de ʿAbd al-Salām Hārūn en 1938, avec des index précieux facilitant son utilisation.
Le titre donné à l’ouvrage laisse croire qu’il est uniquement consacré aux animaux, mais le contenu du livre dépasse largement ce cadre. L’auteur y multiplie les citations coraniques et les hadiths du Prophète Mohammed, tout en offrant une image vivante de l’époque abbasside, avec sa culture aux multiples facettes et ses coutumes alors en vigueur. Il y aborde également les maladies touchant l’homme et l’animal, ainsi que les moyens de les soigner, traite de questions théologiques caractéristiques des mutazilites, évoque les spécificités de nombreux pays et soulève certains aspects de l’histoire. Al-Jahiz avait tendance à digresser dans son propos pour divertir le lecteur. 
Cet ouvrage regroupe sept volumes de descriptions, de citations et de proverbes. Plus de 350 animaux y sont présentés. Al-Jahiz souligne l'influence de l'environnement, énonce des principes qui s'apparentent à la théorie de la sélection naturelle, du déterminisme environnemental et des chaines alimentaires. Bien qu'il ait été accusé de plagiat par al-Khatib al-Baghdadi au XIe siècle, les idées que présente Al-Jahiz sont bien nouvelles.
Il n’existe pratiquement aucun animal vivant à l’époque d’al-Jahiz et dans son environnement qu’il n’ait mentionné, à l’exception notable des poissons, auxquels il n’a accordé qu’un intérêt limité. Cela s’explique par le fait que les Arabes ne leur prêtaient guère d’attention, et parce que cet univers aquatique restait éloigné du milieu dans lequel vivait al-Jahiz.